# 폴란드-오스만 전쟁 (1620년~1621년)
폴란드-오스만 전쟁 (1620년-1621년)은 몰다비아의 지배권을 두고 폴란드-리투아니아 연방과 오스만 제국 사이에서 벌어진 전쟁이다. 이 전쟁 종결 후 연방은 몰다비아에 대한 권리 주장을 철회했다.

## 배경
16세기 말부터 17세기 초까지, 폴란드-리투아니아 연방의 마그나트(magnates)들은 오스만 제국이 자국의 영향력하에 있다고 여긴 몰다비아내 문제에 개입했다. 덧붙여 오스만 제국은 계속되는 코사크의 습격에 분노를 느끼고 있었다. 그들은 연방에게 명목상 영향을 받고 있었고, 오스만 영토를 가로지르는 국경에 살고 있었다.

## 전쟁
당시, 유럽에선 30년 전쟁이 벌어지고 있었다. 폴란드-리투아니아 연방은 상대적으로 이 전쟁에 관여하지 않았지만 지그문트 3세 바사는 합스부르크를 돕기 위해 무자비한 리소프치치(Lisowczycy, 폴란드 비정규 경기병대) 용병을 파견했다. 1619년, 리소프치치 부대는 트란실바니아의 죄르지 라코치 1세(György Rákóczi I)를 후멘네 전투(Battle of Humenné)에서 격파했다. 트란실바니아의 후계자 베틀렌 가보르(Bethlen Gábor)는 오스만 2세(Osman II, 1604-1622)에게 도움을 요청했다.
몰다비아의 군주 가스파르 그라지아니(Gaspar Graziani, 1575/1580-1620)는 편을 바꿔 폴란드에 붙었다. 그러자 오스만 2세는 베틀렌 가보르를 돕기로 결정했고 폴란드 침공을 위해 대규모 병력을 구성했다. 1620년, 오스만군은 체초롱 전투(Battle of Cecora)에서 폴란드군을 무찔렀다. 원정은 겨울 동안 잠시 중단된다. 하지만 1621년, 양측은 전쟁을 재개했다.
1621년, 오스만 2세가 이끄는 100,000-250,000명(출처가 다양함)의 병력이 콘스탄티노플과 아드리아노플을 떠나 4월, 폴란드 국경에 도착했다. 폴란드군은 후사르 8,280명, 코사크 기병대 8,200명, 리소프치치 1,400명, 서유럽 기병대 2,160명, 폴란드 보병대 6,800명, 서유럽 보병대 5,800명, 헝가리 보병대 800명, 자포로제 코사크 25,000명으로 이루어져 있었다. 체초롱 전투의 승리로 오스만군은 우크라이나(당시 폴란드 영토)를 정복할 희망에 가득차 있었으며 더 나아가 폴란드를 무너뜨리고 발트해로 진격할 생각까지 하고 있었다. 하지만, 호친 전투(Battle of Khotyn)에서 코사크의 지원을 받은 폴란드군에게 저지당했다. 이어 호친 조약(Treaty of Khotyn)이 체결되었다. 조약으로 영토 변화는 없었지만 오스만은 폴란드가 몰다비아에 간섭하지 않겠다는 약속을 얻어냈다. 양측 모두 승리를 주장한다. 폴란드는 호친 전투로 오스만군의 진격을 성공적으로 저지했다고 보았다. 오스만 제국은 몰다비아에 가해진 당장의 위협을 제거하는 기존 목표를 달성했다.
오스만 제국과 폴란드 사이의 국경은 다음 폴란드-오스만 전쟁 (1633년-1634년)과 폴란드-오스만 전쟁 (1672년-1676년) 때까지 비교적 평화적으로 유지된다.

## 참조
- (폴란드어) Wojny polsko-tureckie 보관됨 2010-11-19 - 웨이백 머신, Encyklopedia WIEM